# قصر سحويل
قصر سحويل أو قصر آل سحويل أو قلعة سحويل هو مبنى تاريخي يقع في بلدة عبوين على بعد 30 كم إلى الشمال الغربي من مدينة رام الله التابعة لمحافظة رام الله والبيرة في فلسطين.

## لمحة تاريخية
أقيم قصر سحويل في عام 1780، وسُميّ قصر سحويل نسبة إلى مؤسّسه ومالكه الأول الشيخ سحويل الذي حكم منطقة بني زيد الشرقية وقت أن كانت خاضعة لحكم الإمبراطورية العثمانية، فكان يجمع الضرائب من مزارعي القرى ويرسلها للحكومة العثمانيّة المركزية.

## التصميم
شُيد قصر سحويل على مساحة ثلاثة دونمات على هيئة قلعة مُربعة الشكل استخدم في بنائها حجارة متقنة مطلية بالزيت. تحتوي القلعة على 4 آبار للزيت الذي كان يُجمع من محاصيل الفلاحين بالمنطقة، إلى جانب مجموعة غرف كبيرة كانت إحداها تُستخدم كقاعة محكمة، وكان هُناك غرفة أخرى تُنفذ فيها أحكام الإعدام شنقًا بحق المذنبين.

## أعمال الترميم
تولت مؤسسة رواق ترميم قصر سحويل في عام 2006.